# Jopp-Gruppe

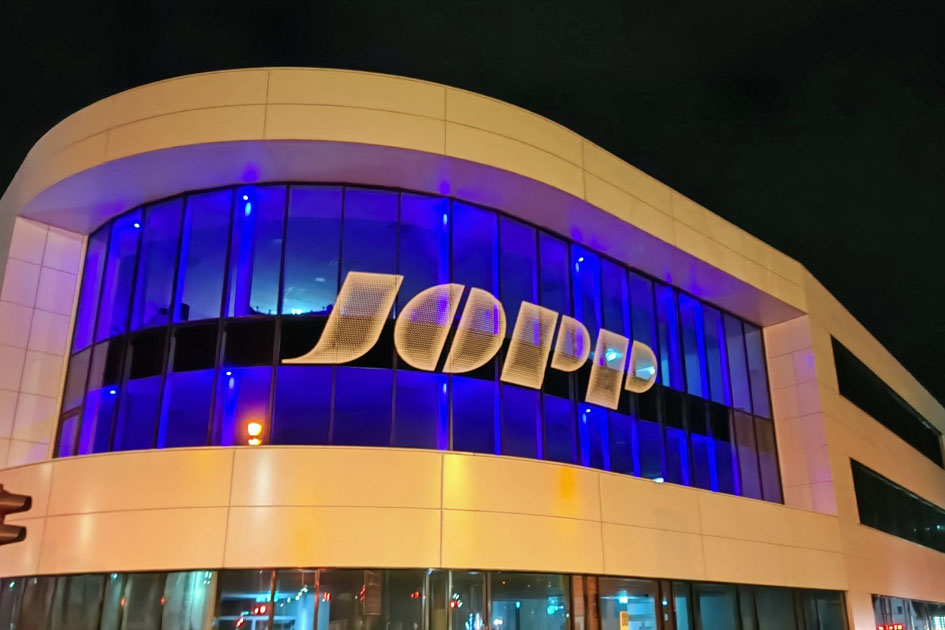
Jopp Campus (Entwicklungszentrum)

Die Jopp-Gruppe  (Eigenschreibweise: JOPP-Gruppe) ist ein unabhängiges Familienunternehmen mit Stammsitz in Bad Neustadt an der Saale im Landkreis Rhön-Grabfeld in Bayern, das Zulieferteile für die Automobilindustrie entwickelt und produziert. Mit 12 Produktionsstätten in 7 Ländern auf 3 Kontinenten, beschäftigt die Jopp-Gruppe über 1700 Mitarbeiter.
Jopp entwickelt, produziert und liefert weltweit Lösungen für die Automobilindustrie. Hierzu gehören mechatronische Komponenten wie Shift-by-Wire-Systeme und Aktuatoren, bis hin zu eigenen Sensor- und Elektronikkonzepten. Zum Portfolio zählen komplette Schaltungssysteme, Beölungs- und Kühlungssysteme und Komponenten der Innenausstattung. Die Fertigung hochpräziser Dreh- und Sinterkomponenten und Kunststoffspritzgussteile runden das Angebot ab. 
Der Bereich der Elektromobilität wird analysiert und Produktideen generiert, wie beispielsweise das Thermomanagement für Batterie- und Leistungselektronik in Elektrofahrzeugen. Daneben wird an hochintegrierten Kühlmittelregeleinheiten und an Konzepten für die direkte Kühlung von Elektromotoren gearbeitet. Die Wertschöpfung der Unternehmensgruppe basiert vornehmlich auf Präzisionszerspanung und Sintertechnik, Kunststoffspritzguss und Elektronikfertigung.

## Geschichte
1919 erwarb Theodor Valentin Jopp, Fabrikant aus Zella-Mehlis in Thüringen, vom Rechtsanwalt Franz Mauer die Klostermühle „Wohnhaus mit angebauter Turbinenanlage mit Generatoren“ in der Spörleinstraße in Bad Neustadt an der Saale und gründete die Firma Jopp. Am Anfang wurden Teile für Fahrräder produziert, 1920 wurden bereits Sämaschinen, Eggen, Pflüge, Futterschneidmaschinen und Fahrräder angeboten. In den 1920er-Jahren erweiterte JOPP sein Produktionsprogramm um Schrauben und Drehteile. Nach dem Zweiten Weltkrieg war die Firma zeitweise fremdverwaltet. Sie wuchs in den 1950er-Jahren mit Bauteilen, die nach Kundenzeichnung für die Automobilindustrie und deren Zulieferer gefertigt wurden.
Anfang der 1960er Jahre wurde ein neues Werk im Ortsteil Herschfeld gebaut und nach und nach erweitert. In diese Zeit fällt auch der Aufbau der Sintertechnik. 1991 wurden die Fabrikanlagen von neuen Gesellschaftern übernommen, von Hubert P. Büchs und drei weiteren leitenden Mitarbeitern von JOPP. Seit Ende der 1990er Jahre ist die Jopp-Gruppe zu 100 % im Eigentum der Unternehmerfamilie Büchs.
Da die Räumlichkeiten im Werk 1 an der Kastanienallee zu eng geworden waren, erwarb Jopp von der damaligen Firma Bayerische Stahlgeschirr-Werke das Werk 2 an der Meininger Straße in Bad Neustadt. Im Jahr 2001 wurde das Produkt- und Technologiespektrum durch den Erwerb der heutigen Jopp Plastics Technology GmbH in Mechernich-Obergartzem, Kreis Euskirchen, Nordrhein-Westfalen um den Kunststoffspritzguss technisch anspruchsvoller, hochfester sowie für spezielle Medien- und Temperaturbereiche geeigneter Systeme technologisch und räumlich erweitert. Ende 2002 übernahm Jopp die Anteile an der heutigen Jopp Electronics GmbH in Rottweil, Baden-Württemberg. Jopp entwickelt und produziert seitdem mit modernen, hochautomatisierten Anlagen Elektroniksysteme, unter anderem ein intelligentes System zur Steuerung der Ladung von Elektrofahrzeugen.

### Neugründungen
Im Jahr 2003 wurde die Jopp Automotive s.r.o. in Velké Meziříčí, Tschechien gegründet. Inzwischen sind dort und am zweiten Standort in Trebič auf rund 6.000 m² Produktionsfläche etwa 300 Mitarbeiter tätig. Neben mechanischen Bauteilen werden dort Schaltungssysteme, Aktuatoren und Präzisionsdrehteile für die Automobilindustrie hergestellt.
Im Jahr 2006 wurde in der Volksrepublik China im Industriepark Suzhou zunächst eine Repräsentanz und 2008 eine Produktionsfirma gegründet. Dort wurden zunächst mechanische Bauteile für die deutsche Fertigung hergestellt. Inzwischen werden Automobilkunden vor Ort mit Baugruppen beliefert.
Im Jahr 2010 übernahm Jopp im Rahmen einer Kapitalerhöhung Firmenanteile an der IFSYS GmbH. IFSYS ist Hersteller von Zuführ- und Automatisierungstechnik.
Durch die Übernahme der Haas-Gruppe im Jahr 2011 wurde das Portfolio um PUR-Schäumen, Belederung und Interieur-Anwendungen erweitert. Zudem hat die Jopp-Gruppe damit weitere Standorte in Ungarn und Mexiko hinzugewonnen.
Im Jahr 2015 wurde die Verbund Elektroniksysteme St. Georgen GmbH übernommen, die später in die Jopp Electronics GmbH eingegliedert wurde. 2016 wurde zudem die ELKCOM GmbH in Rattelsdorf von der Tochterfirma IFSYS übernommen. Diese firmiert nun unter dem Namen EMSO Electrical Mechanical Solutions GmbH.
In 2018 wurde das neue Gebäude der Jopp Electronics in Villingen-Schwenningen eröffnet. Dort werden elektronische Baugruppen nach allen gängigen Standards der Elektronikbranche gefertigt.
Zum 100-jährigen Bestehen des Unternehmens wurde 2019 die Eröffnung eines neuen Entwicklungszentrums in Bad Neustadt gefeiert und das Joint Venture mit einem indischen Familienunternehmen „Lumax Jopp Allied Technologies PVT“ gegründet.

## Geschäftsbereiche
- Mechatronics & Driver Interface Systems: Aktuatorik, mechatronische Anwendungen, E-Shifter, Schalt- und Wählbetätigungen für alle gängigen Getriebebauformen: Schaltungsbetätigung mit Knauf und Abdeckung, Getriebeanbindung Schaltdom, Notentriegelung, integrierte Sensorik für diverse Anwendungsfälle, Thermomanagementsysteme
- Beölungs- und Kühlsysteme: Öl- und wasserführende Systeme für elektrische Antriebe, Batterien, Motor und Getriebe
- Präzisionsdrehtechnik: Spanabhebend hergestellte Metallteile
- Sintertechnik: Pulver-metallurgisch hergestellte Stahlteile
- Elektronik: Produkt- und kundenspezifische Soft- und Hardwareentwicklung sowie Leiterplattenbestückung
- Automatisierungslösungen: Zuführtechnik und Sondermaschinenbau

## Gesellschaftliches Engagement
Jopp fördert laut eigenen Angaben Initiativen und Projekte in den Bereichen Sport und Bildung. Den Motorsportclub Rhön MSC unterstützt Jopp beim Ausbau der Bergrennstrecke und bei der Ausrichtung des jährlichen Bergrennens. Weitere Unterstützung erhalten der HSC Bad Neustadt, Golf-Club Maria Bildhausen, ebenso wie der TSV Großbardorf in der Fußball-Bayernliga.
Jopp unterstützt die Formula-Student-Teams der Fachhochschule Würzburg-Schweinfurt und der Universität Bayreuth und engagiert sich für die Stiftungsprofessur Elektromobilität am Technologietransferzentrum Bad Neustadt und stellt die wesentlichen Ressourcen für das Projekt „Bidirektionales Laden von Elektrofahrzeugen im Firmen-Smart-Grid“ zur Verfügung.

## Standorte der JOPP-Gruppe
- Jopp Holding GmbH, Donsenhaug 3–6, 97616 Bad Neustadt a. d. Saale, Bayern
- Jopp Automotive GmbH, Kastanienallee 11, 97616 Bad Neustadt a. d. Saale, Bayern
- Jopp Plastics Technology GmbH, Veynaustraße 8, 53894 Mechernich, Nordrhein-Westfalen
- Jopp Electronics GmbH, Auf Herdenen 12, 78052 Villingen-Schwenningen, Baden-Württemberg
- IFSYS Integrated Feeding Systems GmbH, Am Weißen Kreuz 5, 97633 Großbardorf, Bayern
- Jopp Automotive s.r.o., Průmyslová 2047, 594 01 Velké Meziříčí, Tschechische Republik
- Jopp Automotive s.r.o., Hrotovická - Industrial Zone 188, CZ-674 01 Třebíč, Tschechische Republik
- Jopp Technology (Suzhou) Co., Ltd., 3# Plant, No. 96 Weixi Road, Suzhou Industrial Park, 215122 Suzhou, Jiangsu Province, V. R. China
- Jopp Automotive de México S.A. de C.V., Carr. Apizaco - Tlaxco Km 18,5, Ciudad Industrial Xicohtencatl III, Manzana 3 Lote 2, C.P. 90250, Tlaxco Tlaxcala, Mexiko
- Jopp Interior Hungary Kft., Rékasi út 94, 5000 Szolnok, Ungarn
- EMSO Electrical Mechanical Solutions GmbH, Angerstr. 2, 96179 Rattelsdorf, Bayern
- Lumax Jopp Allied Techn. PVT Ltd., 2nd Floor. Commercial Complex, Harbans Bhawan-II Nangal Raya New Delhi-110046, Indien